# Spilosoma annellata
Spilosoma annellata är en fjärilsart som beskrevs av Cristoph 1887. Spilosoma annellata ingår i släktet Spilosoma och familjen björnspinnare. Inga underarter finns listade i Catalogue of Life.